# Atria Sweden
Atria Sweden Aktiebolag är ett livsmedelsföretag med produktion och försäljning av kött- och charkprodukter, kyckling, delikatesser och måltidslösningar. Bolaget har sex fabriker i Sverige och huvudkontoret ligger i Sundbyberg. I sortimentet finns flera välkända varumärken, bland andra Lithells, Sibylla, Lönneberga och Ridderheims. Atria Sweden har cirka 810 medarbetare och omsätter cirka 3 miljarder svenska kronor.

## Historia
Atria Sweden har funnits på den svenska marknaden sedan 1997 då den finska livsmedelskoncernen Atria Abp förvärvade Lithells AB inklusive varumärket Sibylla. Under hösten 2002 förvärvades även livsmedelsföretaget Samfood AB och 2007 följde ännu ett förvärv av den börsnoterade livsmedelskoncernen AB Sardus, med varumärken som Pastejköket, Lönneberga, Arbogapastej och danska 3-Stjernet. Då fick bolaget namnet Atria Scandinavia, eftersom det var verksamt både i Sverige och Danmark. 2008 blev även Ridderheims Delikatesser en del av Atria Scandinavia och 2016 förvärvades Lagerbergs kyckling. 2018 övergick Atria Scandinavia AB till Atria Sweden AB, eftersom de svenska och danska marknaderna delades upp i två olika affärsenheter.  

## Ägare
Atria Sweden ingår i den börsnoterade finska koncernen Atria Abp med runt 4 500 anställda och en omsättning på 1 439 miljoner euro (2018). Atria Abp är ett av de största livsmedelsföretagen i Norden och Baltikum. Koncernen är indelad i fyra affärsområden: Finland, Sweden samt Denmark & Estonia. Atria Abp aktie är noterad på NASDAQ OMX Helsinki Ltd. 

## Varumärken
- Lithells
- Sibylla
- Lönneberga
- Ridderheims
- 3-Stjernet
- Pastejköket
- Arbogapastej
- Charkdelikatesser
- Onsalakorv
- Norrboda
- Lindbergs Husmorspastej
- Gourmet Service
- Dagens Rätt Fisk
- Dagens Rätt Grönt
- Atria
- Aalbaek Specialiteter
- Samfood & Co